# Robert Hare
Pour les articles homonymes, voir Robert Hare (homonymie).
Robert Hare, né en 1934 à Calgary, est un psychologue canadien. Professeur émérite de l’Université de la Colombie-Britannique, il a consacré l'ensemble de sa carrière à l'étude de la psychopathie.

## Biographie
Dans son ouvrage Without conscience, il raconte dans quelles circonstances il a été amené à s’intéresser à la psychopathie. Avant de s’engager dans sa thèse, déjà marié et père d’une petite fille, Robert Hare décida de placer ses études entre parenthèses une année, le temps de mettre un peu d’argent de côté. À cette fin, il se fit recruter comme psychologue dans un pénitencier de Vancouver. C’est là qu’il a fait la rencontre de « Ray », un détenu psychopathe qui a transformé cette première expérience professionnelle en calvaire.
Robert Hare ne connaissait alors pas grand-chose en criminologie. C’est en travaillant sur sa thèse, consacrée au problème de la récidive, qu’il a découvert le livre qu’Hervey Cleckley a consacré aux psychopathes : The Mask of Sanity (non traduit, « Le Masque de normalité » ou « Le Masque de santé mentale »). Il y a reconnu le profil psychologique de Ray.

## Travaux
Robert Hare a passé une grande partie de sa carrière à travailler dans les pénitenciers, auprès de détenus psychopathes qui lui ont permis d’élaborer divers outils diagnostics permettant de détecter ce trouble, notamment la Psychopathy Checklist-Revised (PCL-R).
Robert Hare est également un vulgarisateur : il a publié trois ouvrages sur la psychopathie, dont Without Conscience: The Disturbing World of the Psychopaths Among Us (1993).
Ces dernières années, il s’est concentré sur les psychopathes « subcriminels », ceux qui ne sont jamais confrontés au système judiciaire mais qui peuvent causer des dégâts importants dans leur entourage.
Avec le psychologue Paul Babiak, ils ont écrit un ouvrage consacré à ces « serpents en costume » qui prospèrent dans le monde de l’entreprise. Ils ont également mis au point un outil, le B-Scan 360, pour aider les professionnels des ressources humaines à détecter les employés porteurs de ce trouble.

## Distinctions
- Docteur honoris causa de l'université de Mons (14 mai 2013)[2]

## Publications
- (en) Psychopathy: Theory and Research, 1970.
- (en) Without Conscience: The Disturbing World of the Psychopaths Among Us, 1993.
- (en) Snakes in Suits, 2006, coécrit avec Paul Babiak.